# امجاز دشیش
امجاز دشیش (به عربی: أمجاز الدشیش) یک شهرداری در الجزایر است که در استان سکیکده واقع شده‌است.